# Aleksy Franciszek Bachulski
Aleksy Franciszek Bachulski (ur. 7 października 1893 w Warszawie, zm. 6 maja 1951 tamże) – polski historyk, archiwista, bibliotekarz.

## Życiorys
Urodził się jako syn Karola i Franciszki z Ziembińskich. W 1904 jako półsierota został oddany do zakładu opiekuńczego „Nazaret”, gdzie skończył szkołę powszechną. W 1914 ukończył Gimnazjum im. Chrzanowskiego w Warszawie, na naukę zarabiając korepetycjami. W latach 1914–1918 pracował w zakładzie „Nazaret” jako kierownik, starając się zapewnić byt wychowankom w trudnych latach wojny. W 1925 po ukończeniu studiów na wydziale filozoficznym Uniwersytetu Warszawskiego, na podstawie pracy Założenie klasztoru kanoników regularnych w Czerwińsku uzyskał tytuł doktora.
W latach 1920–1937 pracował jako kustosz w Archiwum Skarbowym w Warszawie. Szczególnie interesował się problemem brakowania (był współautorem broszury Brakowanie akt) i archiwami gospodarczymi. Uczestniczył także w pracach Komisji Rewindykacyjnej w Leningradzie i Moskwie. Był autorem Archeionu oraz wykładowcą kursów archiwalnych. W 1937 został wicedyrektorem (następnie dyrektorem) Biblioteki Publicznej m.st. Warszawy. W listopadzie 1939 został aresztowany przez Niemców i uwięziony jako zakładnik. Zwolniony z więzienia, został zawieszony w swych obowiązkach, następnie mianowany przez władze okupacyjne dyrektorem Archiwum m.st. Warszawy. Bachulski zajął się zabezpieczaniem akt po zlikwidowanych urzędach i instytucjach warszawskich (sam prowadził prace porządkowo-inwentaryzacyjne). W trakcie powstania warszawskiego zasób archiwum został zniszczony przez Niemców. W 1945 Bachulski został mianowany dyrektorem zniszczonego archiwum i organizował jego pracę. 
Razem z Kazimierzem Konarskim i Adamem Wolffem był współautorem pierwszego Polskiego słownika archiwalnego.
Działał w towarzystwach naukowych.
Materiały archiwalne Aleksego Franciszka Bachulskiego znajdują się w PAN Archiwum w Warszawie pod sygnaturą III-1.
Był żonaty z Haliną Szellerówną, miał czworo dzieci. Zmarł 6 maja 1951 w Warszawie, pochowany został na cmentarzu Powązkowskim (kwatera 227-6-1,2).

## Ordery i odznaczenia
- Złoty Krzyż Zasługi (9 listopada 1932)[4]